# جوان فنسنت موراي
جوان فنسنت موراي (بالإنجليزية: Joan Vincent Murray)‏ هي كاتِبة وشاعرة أمريكية، ولدت في 12 فبراير 1917 في لندن في المملكة المتحدة، وتوفيت في 4 يناير 1942 في سارانك ليك في الولايات المتحدة.